# Druhá fáze kvalifikace na Mistrovství světa ve fotbale 2010 (CAF)
Tento článek obsahuje podrobnosti o druhé fázi africké kvalifikace na Mistrovství světa ve fotbale 2010, která se konala v průběhu roku 2009.

## Formát
Dvacet nejlepších mužstev z předchozí části kvalifikace bylo losováním konaném 22. října 2008 ve švýcarském Curychu zařazeno do pěti skupin po čtyřech týmech.
Tato kvalifikace byla jednak kvalifikací na Mistravství světa v Jihoafrické republice v roce 2010, ale také kvalifikací na Africký pohár národů v Angole konaný v témže roce. Nejlepší tým z každé skupiny se kvalifikoval na Mistrovství světa a tři nejlepší pak na Pohár národů.

## Nasazování
Týmy byly zařazeny do košů dle aktuálního umístění v žebříčku zemí FIFA (číslo v závorce za jménem země). Los do každé skupiny zařadil jeden tým z každého koše.
| Koš 1                                                                  | Koš 2                                                        | Koš 3                                                         | Koš 4                                                         |
| ---------------------------------------------------------------------- | ------------------------------------------------------------ | ------------------------------------------------------------- | ------------------------------------------------------------- |
| Kamerun (12) Egypt (22) Ghana (25) Nigérie (27) Pobřeží slonoviny (29) | Guinea (41) Maroko (43) Tunisko (47) Mali (53) Alžírsko (56) | Burkina Faso (63) Gabon (67) Zambie (70) Keňa (79) Benin (81) | Rwanda (87) Togo (91) Mosambik (100) Súdán (106) Malawi (109) |

## Skupina A
| Tým     | Z | V | R | P | GV | GI | +/− | B  |
| ------- | - | - | - | - | -- | -- | --- | -- |
| Kamerun | 6 | 4 | 1 | 1 | 9  | 2  | +7  | 13 |
| Gabon   | 6 | 3 | 0 | 3 | 9  | 7  | +2  | 9  |
| Togo    | 6 | 2 | 2 | 2 | 3  | 7  | −4  | 8  |
| Maroko  | 6 | 0 | 3 | 3 | 3  | 8  | −5  | 3  |

|         | Kamerun | Gabon | Maroko | Togo  |
| ------- | ------- | ----- | ------ | ----- |
| Kamerun | —       | 2 – 1 | 0 – 0  | 3 – 0 |
| Gabon   | 0 – 2   | —     | 3 – 1  | 3 – 0 |
| Maroko  | 0 – 0   | 1 – 2 | —      | 0 – 0 |
| Togo    | 1 – 0   | 3 – 1 | 1 – 1  | —     |

- Kamerun postoupil na Mistrovství světa ve fotbale 2010.
- Na Africký pohár národů 2010 se kvalifikovaly týmy  Kamerun,  Gabon,  Togo.

| 28. března 2009 16:00 UTC+0 |              |         |                                                                                       |
| Togo                        | 1 - 0 Report | Kamerun | Ohene Djan Stadium, Accra (Ghana) diváci: 26,450 rozhodčí: Essam Abd El Fatah (Egypt) |
| Adebayor 11'                |              |         | Ohene Djan Stadium, Accra (Ghana) diváci: 26,450 rozhodčí: Essam Abd El Fatah (Egypt) |

| 28. března 2009 20:00 UTC+0 |              |                            |                                                                              |
| Maroko                      | 1 - 2 Report | Gabon                      | Stade Mohamed V, Casablanca diváci: 38,000 rozhodčí: Badara Diatta (Senegal) |
| El Hamdaoui 83'             |              | P. Aubameyang 34' Méyé 45' | Stade Mohamed V, Casablanca diváci: 38,000 rozhodčí: Badara Diatta (Senegal) |

| 6. června 2009 15:30 UTC+1 |              |        | |
| Kamerun                    | 0 - 0 Report | Maroko | Stade Omnisports Ahmadou Ahidjo, Yaoundé diváci: 35,000 rozhodčí: Rajindraparsad Seechurn (Mauritius) |
|                            |              |        | Stade Omnisports Ahmadou Ahidjo, Yaoundé diváci: 35,000 rozhodčí: Rajindraparsad Seechurn (Mauritius) |

| 6. června 2009 15:30 UTC+1   |              |      |                                                                              |
| Gabon                        | 3 - 0 Report | Togo | Stade Omar Bongo, Libreville diváci: 20,000 rozhodčí: Verson Lwanja (Malawi) |
| Ecuele 11' Méyé 67' Brou 81' |              |      | Stade Omar Bongo, Libreville diváci: 20,000 rozhodčí: Verson Lwanja (Malawi) |

| 20. června 2009 18:00 UTC+0 |              |      |                                                                                 |
| Maroko                      | 0 - 0 Report | Togo | Stade Moulay Abdellah, Rabat diváci: 22,000 rozhodčí: Wellington Kaoma (Zambia) |
|                             |              |      | Stade Moulay Abdellah, Rabat diváci: 22,000 rozhodčí: Wellington Kaoma (Zambia) |

| 5. září 2009 15:30 UTC+1 |        |                     |                                                                             |
| Gabon                    | 0 – 2  | Kamerun             | Stade Omar Bongo, Libreville diváci: 10,000 rozhodčí: Alfred Ndinya (Kenya) |
|                          | Report | Emana 65' Eto'o 67' | Stade Omar Bongo, Libreville diváci: 10,000 rozhodčí: Alfred Ndinya (Kenya) |

| 5. září 2009 15:30 UTC+0 |        |               |                                                                        |
| Togo                     | 1 – 1  | Maroko        | Stade de Kégué, Lomé diváci: 24,651 rozhodčí: Muhmed Ssegonga (Uganda) |
| Salifou 3'               | Report | Taarabt 90+2' | Stade de Kégué, Lomé diváci: 24,651 rozhodčí: Muhmed Ssegonga (Uganda) |

| 9. září 2009 15:30 UTC+1 |        |            |                                                                                             |
| Kamerun                  | 2 – 1  | Gabon      | Stade Omnisports Ahmadou Ahidjo, Yaoundé diváci: 38,000 rozhodčí: Kacem Bennaceur (Tunisia) |
| Makoun 25' Eto'o 64'     | Report | Cousin 90' | Stade Omnisports Ahmadou Ahidjo, Yaoundé diváci: 38,000 rozhodčí: Kacem Bennaceur (Tunisia) |

| 10. října 2009 15:30 UTC+1      |        |      |                                                                                             |
| Kamerun                         | 3 – 0  | Togo | Stade Omnisports Ahmadou Ahidjo, Yaoundé diváci: 37,400 rozhodčí: Wellington Kaoma (Zambia) |
| Geremi 29' Makoun 46' Emana 54' | Report |      | Stade Omnisports Ahmadou Ahidjo, Yaoundé diváci: 37,400 rozhodčí: Wellington Kaoma (Zambia) |

| 10. října 2009 15:30 UTC+1                 |        |             |                                                                                       |
| Gabon                                      | 3 – 1  | Maroko      | Stade Omar Bongo, Libreville diváci: 14,000 rozhodčí: Noumandiez Doue (Côte d'Ivoire) |
| Erbati 43' (vl.) Mouloungui 65' Cousin 70' | Report | Taarabt 88' | Stade Omar Bongo, Libreville diváci: 14,000 rozhodčí: Noumandiez Doue (Côte d'Ivoire) |

| 14. listopadu 2009 15:30 CET |        |                    |                                 |
| Maroko                       | 0 - 2  | Kamerun            | Fez Stadium, Fes diváci: 17 000 |
|                              | Report | Webo 19' Eto'o 52' | Fez Stadium, Fes diváci: 17 000 |

| 14. listopadu 2009 15:30 CET |        |       |                                     |
| Togo                         | 1 - 0  | Gabon | Stade de Kégué, Lomé diváci: 10 000 |
| Ayité 71'                    | Report |       | Stade de Kégué, Lomé diváci: 10 000 |

## Skupina B
| Tým      | Z | V | R | P | GV | GI | +/− | B  |
| -------- | - | - | - | - | -- | -- | --- | -- |
| Nigérie  | 6 | 3 | 3 | 0 | 9  | 4  | +5  | 12 |
| Tunisko  | 6 | 3 | 2 | 1 | 7  | 4  | +3  | 11 |
| Mosambik | 6 | 2 | 1 | 3 | 3  | 5  | −2  | 7  |
| Keňa     | 6 | 1 | 0 | 5 | 5  | 11 | −6  | 3  |

|          | Keňa  | Mosambik | Nigérie | Tunisko |
| -------- | ----- | -------- | ------- | ------- |
| Keňa     | —     | 2 – 1    | 2 – 3   | 1 – 2   |
| Mosambik | 1 – 0 | —        | 0 – 0   | 1 – 0   |
| Nigérie  | 3 – 0 | 1 – 0    | —       | 2 – 2   |
| Tunisko  | 1 – 0 | 2 – 0    | 0 – 0   | —       |

- Nigérie postoupila na Mistrovství světa ve fotbale 2010.
- Na Africký pohár národů 2010 se kvalifikovaly týmy  Nigérie,  Tunisko,  Mosambik.

| 28. března 2009 16:00 UTC+3 |        |                    |                                                                                  |
| Keňa                        | 1 - 2  | Tunisko            | Nyayo National Stadium, Nairobi diváci: 27,000 rozhodčí: Divine Evehe (Cameroon) |
| Oliech 70'                  | Report | Jemal 6' Jemâa 79' | Nyayo National Stadium, Nairobi diváci: 27,000 rozhodčí: Divine Evehe (Cameroon) |

| 29. března 2009 15:00 UTC+2 |              |         |                                                                            |
| Mosambik                    | 0 - 0 Report | Nigérie | Estádio da Machava, Maputo diváci: 35,000 rozhodčí: Amanuel Eyob (Eritrea) |
|                             |              |         | Estádio da Machava, Maputo diváci: 35,000 rozhodčí: Amanuel Eyob (Eritrea) |

| 6. června 2009 18:00 UTC+1         |              |          |                                                                       |
| Tunisko                            | 2 - 0 Report | Mosambik | Stade 7 November, Rades diváci: 30,000 rozhodčí: Kokou Djaoupe (Togo) |
| Ben Yahia 21' (pen.) Darragi 90+1' |              |          | Stade 7 November, Rades diváci: 30,000 rozhodčí: Kokou Djaoupe (Togo) |

| 7. června 2009 17:00 UTC+1        |              |      |                                     |
| Nigérie                           | 3 - 0 Report | Keňa | Abuja Stadium, Abuja diváci: 60,000 |
| I. Uche 2' Obinna 72' (pen.), 77' |              |      | Abuja Stadium, Abuja diváci: 60,000 |

| 20. června 2009 16:00 UTC+3   |              |               |                                                                                   |
| Keňa                          | 2 - 1 Report | Mosambik      | Kasarani Sports Complex, Nairobi diváci: 15,000 rozhodčí: Yakhouba Keita (Guinea) |
| J. Owino 8' Mariga 72' (pen.) |              | Dominguês 49' | Kasarani Sports Complex, Nairobi diváci: 15,000 rozhodčí: Yakhouba Keita (Guinea) |

| 20. června 2009 19:10 UTC+1 |              |         |                                                                         |
| Tunisko                     | 0 - 0 Report | Nigérie | Stade 7 November, Rades diváci: 45,000 rozhodčí: Koman Coulibaly (Mali) |
|                             |              |         | Stade 7 November, Rades diváci: 45,000 rozhodčí: Koman Coulibaly (Mali) |

| 5. září 2009 17:00 UTC+1   |        |                        |                                                                             |
| Nigérie                    | 2 – 2  | Tunisko                | Abuja Stadium, Abuja diváci: 52,000 rozhodčí: Daniel Bennett (South Africa) |
| Odemwingie 23' Eneramo 80' | Report | Taïder 24' Darragi 89' | Abuja Stadium, Abuja diváci: 52,000 rozhodčí: Daniel Bennett (South Africa) |

| 5. září 2009 15:00 UTC+2 |        |      |                                                                            |
| Mosambik                 | 1 – 0  | Keňa | Estádio da Machava, Maputo diváci: 35,000 rozhodčí: Koman Coulibaly (Mali) |
| Tico-Tico 66'            | Report |      | Estádio da Machava, Maputo diváci: 35,000 rozhodčí: Koman Coulibaly (Mali) |

| 10. října 2009 17:00 UTC+1 |        |          |                                                                           |
| Nigérie                    | 1 – 0  | Mosambik | Abuja Stadium, Abuja diváci: 13,000 rozhodčí: Khalid Abdel Rahman (Sudan) |
| Obinna 90+3'               | Report |          | Abuja Stadium, Abuja diváci: 13,000 rozhodčí: Khalid Abdel Rahman (Sudan) |

| 10. října 2009 17:00 UTC+1 |        |      |                                                                          |
| Tunisko                    | 1 – 0  | Keňa | Stade 7 November, Radès diváci: 50 000 rozhodčí: Badara Diatta (Senegal) |
| Jemâa 1'                   | Report |      | Stade 7 November, Radès diváci: 50 000 rozhodčí: Badara Diatta (Senegal) |

| 14. listopadu 2009 16:00 CET |        |                             |                                                |
| Keňa                         | 2 – 3  | Nigérie                     | Nyayo National Stadium, Nairobi diváci: 20 000 |
| Oliech 15' Wanga 77'         | Report | Martins 60', 81' Yakubu 64' | Nyayo National Stadium, Nairobi diváci: 20 000 |

| 14. listopadu 2009 16:00 CET |        |         |                                           |
| Mosambik                     | 1 – 0  | Tunisko | Estádio da Machava, Maputo diváci: 30 000 |
| Dário 83'                    | Report |         | Estádio da Machava, Maputo diváci: 30 000 |

## Skupina C
| Tým      | Z | V | R | P | GV | GI | +/− | B  |
| -------- | - | - | - | - | -- | -- | --- | -- |
| Alžírsko | 6 | 4 | 1 | 1 | 9  | 4  | +5  | 13 |
| Egypt    | 6 | 4 | 1 | 1 | 9  | 4  | +5  | 13 |
| Zambie   | 6 | 1 | 2 | 3 | 2  | 5  | −3  | 5  |
| Rwanda   | 6 | 0 | 2 | 4 | 1  | 8  | −7  | 2  |

|          | Alžírsko | Egypt | Rwanda | Zambie |
| -------- | -------- | ----- | ------ | ------ |
| Alžírsko | —        | 3 – 1 | 3 – 1  | 1 – 0  |
| Egypt    | 2 – 0    | —     | 3 – 0  | 1 – 1  |
| Rwanda   | 0 – 0    | 0 – 1 | —      | 0 – 0  |
| Zambie   | 0 – 2    | 0 – 1 | 1 – 0  | —      |

- Týmy  Alžírsko a  Egypt měly stejný počet bodů a úplně identické skóre i vzájemné zápasy. O postupu na Mistrovství světa ve fotbale 2010 rozhodl dodatečný zápas na neutrální půdě, který vyhrálo Alžírsko 1 – 0.
- Na Africký pohár národů 2010 se kvalifikovaly týmy  Alžírsko,  Egypt,  Zambie.

| 28. března 2009 15:30 UTC+2 |              |          |                                                                     |
| Rwanda                      | 0 - 0 Report | Alžírsko | Stade Amahoro, Kigali diváci: 22,000 rozhodčí: Coffi Codjia (Benin) |
|                             |              |          | Stade Amahoro, Kigali diváci: 22,000 rozhodčí: Coffi Codjia (Benin) |

| 29. března 2009 19:30 UTC+2 |              |             |                                                                                     |
| Egypt                       | 1 - 1 Report | Zambie      | Cairo International Stadium, Káhira diváci: 70,000 rozhodčí: Koman Coulibaly (Mali) |
| Zaki 27'                    |              | Kasonde 56' | Cairo International Stadium, Káhira diváci: 70,000 rozhodčí: Koman Coulibaly (Mali) |

| 6. června 2009 14:00 UTC+2 |              |        |                                                                                            |
| Zambie                     | 1 - 0 Report | Rwanda | Konkola Stadium, Chililabombwe diváci: 28,000 rozhodčí: Cheikh Ahmed Tidane Seck (Senegal) |
| Kalaba 78'                 |              |        | Konkola Stadium, Chililabombwe diváci: 28,000 rozhodčí: Cheikh Ahmed Tidane Seck (Senegal) |

| 6. června 2009 20:30 UTC+1           |              |               |                                                                                      |
| Alžírsko                             | 3 - 1 Report | Egypt         | Stade Mustapha Tchaker, Blida diváci: 26,500 rozhodčí: Daniel Bennett (South Africa) |
| Matmour 60' Ghezzal 64' Djebbour 77' |              | Aboutrika 86' | Stade Mustapha Tchaker, Blida diváci: 26,500 rozhodčí: Daniel Bennett (South Africa) |

| 20. června 2009 14:00 UTC+2 |              |                         |                                                                                |
| Zambie                      | 0 - 2 Report | Alžírsko                | Konkola Stadium, Chililabombwe diváci: 9,000 rozhodčí: Divine Evehe (Cameroon) |
|                             |              | Bougherra 21' Saïfi 66' | Konkola Stadium, Chililabombwe diváci: 9,000 rozhodčí: Divine Evehe (Cameroon) |

| 5. července 2009 20:30 UTC+3        |        |        |                                                                                           |
| Egypt                               | 3 - 0  | Rwanda | Cairo Military Academy Stadium, Káhira diváci: 18,000 rozhodčí: Emmanuel Imiere (Nigeria) |
| Aboutrika 64', 90' Hosny 74' (pen.) | Report |        | Cairo Military Academy Stadium, Káhira diváci: 18,000 rozhodčí: Emmanuel Imiere (Nigeria) |

| 5. září 2009 22:00 UTC+1 |        |        |                                                                                            |
| Alžírsko                 | 1 – 0  | Zambie | Stade Mustapha Tchaker, Blida diváci: 30,000 rozhodčí: Rajindraparsad Seechurn (Mauritius) |
| Saïfi 59'                | Report |        | Stade Mustapha Tchaker, Blida diváci: 30,000 rozhodčí: Rajindraparsad Seechurn (Mauritius) |

| 5. září 2009 15:30 UTC+2 |        |            |                                                                       |
| Rwanda                   | 0 - 1  | Egypt      | Stade Amahoro, Kigali diváci: 20,000 rozhodčí: Joseph Lamptey (Ghana) |
|                          | Report | Hassan 67' | Stade Amahoro, Kigali diváci: 20,000 rozhodčí: Joseph Lamptey (Ghana) |

| 10. října 2009 19:15 UTC+1                   |        |            |                                                                                |
| Alžírsko                                     | 3 – 1  | Rwanda     | Stade Mustapha Tchaker, Blida diváci: 22,000 rozhodčí: Yakhouba Keita (Guinea) |
| Ghezzal 22' Belhadj 45+2' Ziani 90+5' (pen.) | Report | Mutesa 19' | Stade Mustapha Tchaker, Blida diváci: 22,000 rozhodčí: Yakhouba Keita (Guinea) |

| 10. října 2009 14:00 UTC+2 |        |           |                                                                              |
| Zambie                     | 0 – 1  | Egypt     | Konkola Stadium, Chililabombwe diváci: 22 000 rozhodčí: Kokou Djaoupe (Togo) |
|                            | Report | Hosny 69' | Konkola Stadium, Chililabombwe diváci: 22 000 rozhodčí: Kokou Djaoupe (Togo) |

| 14. listopadu 2009 15:30 CET |        |          |                                                    |
| Egypt                        | 2 – 0  | Alžírsko | Cairo International Stadium, Káhira diváci: 75 000 |
| Zaki 3' Moteab 90+5'         | Report |          | Cairo International Stadium, Káhira diváci: 75 000 |

| 14. listopadu 2009 19:30 CET |        |        |                                      |
| Rwanda                       | 0 – 0  | Zambie | Stade Amahoro, Kigali diváci: 18 000 |
|                              | Report |        | Stade Amahoro, Kigali diváci: 18 000 |

### Rozhodující zápas na neutrální půdě
| 18. listopadu 2009 20:30 UTC+3 |        |       |                                                      |
| Alžírsko                       | 1 – 0  | Egypt | Al Merreikh Stadium, Omdurman (Súdán) diváci: 35,000 |
| Yahia 40'                      | Report |       | Al Merreikh Stadium, Omdurman (Súdán) diváci: 35,000 |

## Skupina D
| Tým   | Z | V | R | P | GV | GI | +/− | B  |
| ----- | - | - | - | - | -- | -- | --- | -- |
| Ghana | 6 | 4 | 1 | 1 | 9  | 3  | +6  | 13 |
| Benin | 6 | 3 | 1 | 2 | 6  | 6  | 0   | 10 |
| Mali  | 6 | 2 | 3 | 1 | 8  | 7  | +1  | 9  |
| Súdán | 6 | 0 | 1 | 5 | 2  | 9  | −7  | 1  |

|       | Benin | Ghana | Mali  | Súdán |
| ----- | ----- | ----- | ----- | ----- |
| Benin | —     | 1 – 0 | 1 – 1 | 1 – 0 |
| Ghana | 1 – 0 | —     | 2 – 2 | 2 – 0 |
| Mali  | 3 – 1 | 0 – 2 | —     | 1 – 0 |
| Súdán | 1 – 2 | 0 – 2 | 1 – 1 | —     |

- Ghana postoupila na Mistrovství světa ve fotbale 2010.
- Na Africký pohár národů 2010 se kvalifikovaly týmy  Ghana,  Mali,  Benin.

| 28. března 2009 20:00 UTC+3 |              |             |                                                                                  |
| Súdán                       | 1 - 1 Report | Mali        | Stade de Al-Merrikh, Omdurman diváci: 35,000 rozhodčí: Eddy Maillet (Seychelles) |
| El Tahir 23'                |              | Kanouté 19' | Stade de Al-Merrikh, Omdurman diváci: 35,000 rozhodčí: Eddy Maillet (Seychelles) |

| 29. března 2009 17:00 UTC+0 |              |       |                                                                                  |
| Ghana                       | 1 - 0 Report | Benin | Baba Yara Stadium, Kumasi diváci: 39,000 rozhodčí: Daniel Bennett (South Africa) |
| Tagoe 1'                    |              |       | Baba Yara Stadium, Kumasi diváci: 39,000 rozhodčí: Daniel Bennett (South Africa) |

| 7. června 2009 16:00 UTC+1 |              |       |                                                                               |
| Benin                      | 1 - 0 Report | Súdán | Stade de l'Amitié, Cotonou diváci: 26,000 rozhodčí: Kenias Marange (Zimbabwe) |
| Omotoyossi 22'             |              |       | Stade de l'Amitié, Cotonou diváci: 26,000 rozhodčí: Kenias Marange (Zimbabwe) |

| 7. června 2009 19:00 UTC+0 |              |                       |                                                                        |
| Mali                       | 0 - 2 Report | Ghana                 | Stade 26 mars, Bamako diváci: 40,000 rozhodčí: Divine Evehe (Cameroon) |
|                            |              | Asamoah 67' Amoah 79' | Stade 26 mars, Bamako diváci: 40,000 rozhodčí: Divine Evehe (Cameroon) |

| 20. června 2009 20:30 UTC+3 |              |               |                                                                             |
| Súdán                       | 0 - 2 Report | Ghana         | Al Merreikh Stadium, Omdurman diváci: 30,000 rozhodčí: Jamel Ambaya (Libya) |
|                             |              | Amoah 6', 52' | Al Merreikh Stadium, Omdurman diváci: 30,000 rozhodčí: Jamel Ambaya (Libya) |

| 21. června 2009 19:00 UTC+0      |              |                 |                                                                           |
| Mali                             | 3 - 1 Report | Benin           | Stade 26 mars, Bamako diváci: 40,000 rozhodčí: Essam Abd El Fatah (Egypt) |
| Maiga 29' Diallo 76' Kanouté 84' |              | S. Tchomogo 15' | Stade 26 mars, Bamako diváci: 40,000 rozhodčí: Essam Abd El Fatah (Egypt) |

| 5. září 2009 16:00 UTC+1 |        |             |                                                                                 |
| Benin                    | 1 – 1  | Mali        | Stade de l'Amitié, Cotonou diváci: 33,000 rozhodčí: Jerome Damon (South Africa) |
| Aoudou 87'               | Report | Samassa 72' | Stade de l'Amitié, Cotonou diváci: 33,000 rozhodčí: Jerome Damon (South Africa) |

| 5. září 2009 17:00 UTC+0 |        |       |                                                                               |
| Ghana                    | 2 – 0  | Súdán | Ohene Djan Stadium, Accra diváci: 38,000 rozhodčí: Essam Abd El Fatah (Egypt) |
| Muntari 14' Essien 53'   | Report |       | Ohene Djan Stadium, Accra diváci: 38,000 rozhodčí: Essam Abd El Fatah (Egypt) |

| 10. října 2009 16:00 UTC+1 |        |       |                                                             |
| Benin                      | 1 – 0  | Ghana | Stade de l'Amitié, Cotonou rozhodčí: Verson Lwanja (Malawi) |
| Aoudou 90+2'               | Report |       | Stade de l'Amitié, Cotonou rozhodčí: Verson Lwanja (Malawi) |

| 10. října 2009 18:00 UTC+0 |        |       |                                                                          |
| Mali                       | 1 – 0  | Súdán | Stade 26 mars, Bamako diváci: 15,000 rozhodčí: Mohamed Benouza (Algeria) |
| Kanouté 89'                | Report |       | Stade 26 mars, Bamako diváci: 15,000 rozhodčí: Mohamed Benouza (Algeria) |

| 14. listopadu 2009 20:00 CET |        |                                  |                                           |
| Súdán                        | 1 – 2  | Benin                            | Al Merreikh Stadium, Omdurman diváci: 600 |
| Ishag 45+1' (pen.)           | Report | Omotoyossi 34' (pen.) Koukou 62' | Al Merreikh Stadium, Omdurman diváci: 600 |

| 15. listopadu 2009 17:00 CET |        |                     |                                          |
| Ghana                        | 2 – 2  | Mali                | Baba Yara Stadium, Kumasi diváci: 39 000 |
| Amoah 65' Annan 83'          | Report | Fané 23' Ndiaye 68' | Baba Yara Stadium, Kumasi diváci: 39 000 |

## Skupina E
| Tým               | Z | V | R | P | GV | GI | +/− | B  |
| ----------------- | - | - | - | - | -- | -- | --- | -- |
| Pobřeží slonoviny | 6 | 5 | 1 | 0 | 19 | 4  | +15 | 16 |
| Burkina Faso      | 6 | 4 | 0 | 2 | 10 | 11 | −1  | 12 |
| Malawi            | 6 | 1 | 1 | 4 | 4  | 11 | −7  | 4  |
| Guinea            | 6 | 1 | 0 | 5 | 7  | 14 | −7  | 3  |

|                   | Burkina Faso | Pobřeží slonoviny | Guinea | Malawi |
| ----------------- | ------------ | ----------------- | ------ | ------ |
| Burkina Faso      | —            | 2 – 3             | 4 – 2  | 1 – 0  |
| Pobřeží slonoviny | 5 – 0        | —                 | 3 – 0  | 5 – 0  |
| Guinea            | 1 – 2        | 1 – 2             | —      | 2 – 1  |
| Malawi            | 0 – 1        | 1 – 1             | 2 – 1  | —      |

- Pobřeží slonoviny postoupilo na Mistrovství světa ve fotbale 2010.
- Na Africký pohár národů 2010 se kvalifikovaly týmy  Pobřeží slonoviny,  Burkina Faso a  Malawi.

| 28. března 2009 18:00 UTC+0                |              |                                  |                                                                                 |
| Burkina Faso                               | 4 - 2 Report | Guinea                           | Stade du 4-Août, Ouagadougou diváci: 30,000 rozhodčí: Mohamed Benouza (Algeria) |
| Kéré 23' Traoré 30' Dagano 55' (pen.), 71' |              | Feindouno 65' (pen.) Zayatte 86' | Stade du 4-Août, Ouagadougou diváci: 30,000 rozhodčí: Mohamed Benouza (Algeria) |

| 29. března 2009 17:00 UTC+0                            |              |        |                                                                                          |
| Pobřeží slonoviny                                      | 5 - 0 Report | Malawi | Stade Félix Houphouët-Boigny, Abidjan diváci: 34,000 rozhodčí: Djamel Haimoudi (Algeria) |
| Romaric 1' Drogba 6' (pen.), 27' Kalou 59' B. Koné 70' |              |        | Stade Félix Houphouët-Boigny, Abidjan diváci: 34,000 rozhodčí: Djamel Haimoudi (Algeria) |

| 6. června 2009 14:30 UTC+2 |              |              |                                                                             |
| Malawi                     | 0 - 1 Report | Burkina Faso | Kamuzu Stadium, Blantyre diváci: 25,000 rozhodčí: Kacem Bennaceur (Tunisia) |
|                            |              | Dagano 68'   | Kamuzu Stadium, Blantyre diváci: 25,000 rozhodčí: Kacem Bennaceur (Tunisia) |

| 7. června 2009 17:00 UTC+0 |              |                         |                                                                                 |
| Guinea                     | 1 - 2 Report | Pobřeží slonoviny       | Stade 28 Septembre, Conakry diváci: 14,000 rozhodčí: Essam Abd El Fatah (Egypt) |
| S. Bangoura 65'            |              | B. Koné 44' Romaric 72' | Stade 28 Septembre, Conakry diváci: 14,000 rozhodčí: Essam Abd El Fatah (Egypt) |

| 20. června 2009 18:00 UTC+0 |              |                                        |                                                                                   |
| Burkina Faso                | 2 - 3 Report | Pobřeží slonoviny                      | Stade du 4-Août, Ouagadougou diváci: 33,056 rozhodčí: Jerome Damon (South Africa) |
| Pitroipa 27' Bancé 78'      |              | Y. Touré 14' Tall 54' (vl.) Drogba 70' | Stade du 4-Août, Ouagadougou diváci: 33,056 rozhodčí: Jerome Damon (South Africa) |

| 21. června 2009 17:00 UTC+0 |              |             |                                                                                  |
| Guinea                      | 2 - 1 Report | Malawi      | Stade 28 Septembre, Conakry diváci: 14,000 rozhodčí: Khalid Abdel Rahman (Sudan) |
| Feindouno 25', 43'          |              | Msowoya 88' | Stade 28 Septembre, Conakry diváci: 14,000 rozhodčí: Khalid Abdel Rahman (Sudan) |

| 5. září 2009 14:30 UTC+2 |        |              |                                                                        |
| Malawi                   | 2 – 1  | Guinea       | Kamuzu Stadium, Blantyre diváci: 15,000 rozhodčí: Coffi Codjia (Benin) |
| Msowoya 46', 59'         | Report | Kalabane 38' | Kamuzu Stadium, Blantyre diváci: 15,000 rozhodčí: Coffi Codjia (Benin) |

| 5. září 2009 17:00 UTC+0                                        |        |              |                                                                                          |
| Pobřeží slonoviny                                               | 5 – 0  | Burkina Faso | Stade Félix Houphouët-Boigny, Abidjan diváci: 38,209 rozhodčí: Eddy Maillet (Seychelles) |
| Panandétiguiri 12' (vl.) Drogba 48', 65' Y. Touré 55' Keïta 68' | Report |              | Stade Félix Houphouët-Boigny, Abidjan diváci: 38,209 rozhodčí: Eddy Maillet (Seychelles) |

| 10. října 2009 14:30 UTC+2 |        |                   |                                                                                |
| Malawi                     | 1 – 1  | Pobřeží slonoviny | Kamuzu Stadium, Blantyre diváci: 25 000 rozhodčí: Abdellah El Achiri (Morocco) |
| Ngwira 64'                 | Report | Drogba 67'        | Kamuzu Stadium, Blantyre diváci: 25 000 rozhodčí: Abdellah El Achiri (Morocco) |

| 10. října 2009 17:00 UTC+0 |        |                              |                                                                                |
| Guinea                     | 1 – 2  | Burkina Faso                 | Ohene Djan Stadium, Accra (Ghana) diváci: 5 000 rozhodčí: Jamel Ambaya (Libya) |
| Bah 83'                    | Report | Dagano 37' (pen.) Bamogo 60' | Ohene Djan Stadium, Accra (Ghana) diváci: 5 000 rozhodčí: Jamel Ambaya (Libya) |

| 14. listopadu 2009 16:00 CET |        |        |                                             |
| Burkina Faso                 | 1 – 0  | Malawi | Stade du 4-Août, Ouagadougou diváci: 20 000 |
| Dagano 47'                   | Report |        | Stade du 4-Août, Ouagadougou diváci: 20 000 |

| 14. listopadu 2009 16:00 CET |        |        |                                                      |
| Pobřeží slonoviny            | 3 – 0  | Guinea | Stade Félix Houphouët-Boigny, Abidjan diváci: 28 000 |
| Gervinho 16', 31' Tiéné 67'  | Report |        | Stade Félix Houphouët-Boigny, Abidjan diváci: 28 000 |